# فرانچسکو ریزو
فرانچسکو ریزو (به ایتالیایی: Francesco Rizzo) بازیکن فوتبال و اهل ایتالیا است.

## تیم ملی
از سال ۱۹۶۶ میلادی عضو تیم ملی فوتبال ایتالیا بوده و در ۲ بازی ملی حضور داشته‌است. او در بازی‌های ملی‌اش ۲ گل به ثمر رساند.
فرانچسکو ریزو آخرین بازی ملی خود را در سال ۱۹۶۶ میلادی انجام داد.